# Convention-cadre pour la protection des minorités nationales

États parties à la convention en vert foncé, États signataires en vert clair, autres membres du Conseil de l'Europe en blanc.

La Commission européenne pour la démocratie par le droit (dite Commission de Venise) a présenté au Conseil de l'Europe, le 8 février 1991, un projet de convention européenne pour la protection des minorités. Contrairement à d'autres documents internationaux relatifs aux droits de l'homme, la notion de « minorités » est abordée et il est précisé que les ressortissants étrangers (minorités allogènes) ne sont pas inclus dans le cadre de la présente convention, qui ne s'applique qu'aux minorités autochtones.
Ce texte permet aux individus de déterminer s'ils appartiennent à une minorité. De plus, un droit collectif des minorités est reconnu. Les obligations imposées aux États permettent une combinaison de droits collectifs et individuels.

## Contenu
L'article 1 dispose que :

« La protection des minorités nationales et des droits et libertés des personnes appartenant à ces minorités fait partie intégrante de la protection internationale des droits de l'homme et, comme telle, constitue un domaine de la coopération internationale. »

L'article 2 :

« Toute personne appartenant à une minorité nationale a le droit de choisir librement d'être traitée ou ne pas être traitée comme telle et aucun désavantage ne doit résulter de ce choix ou de l'exercice des droits qui y sont liés. »

L'article 5 :

« 1. Les Parties s'engagent à promouvoir les conditions propres à permettre aux personnes appartenant à des minorités nationales de conserver et développer leur culture, ainsi que de préserver les éléments essentiels de leur identité que sont leur religion, leur langue, leurs traditions et leur patrimoine culturel.
2. Sans préjudice des mesures prises dans le cadre de leur politique générale d'intégration, les Parties s'abstiennent de toute politique ou pratique tendant à une assimilation contre leur volonté des personnes appartenant à des minorités nationales et protègent ces personnes contre toute action destinée à une telle assimilation. »

## Limites
Le texte de la convention ne va pas au-delà des textes internationaux tels que les engagements relatifs à la protection des minorités nationales contenus dans les conventions et déclarations des Nations unies, ainsi que dans les documents de la Conférence sur la sécurité et la coopération en Europe, notamment celui de Copenhague du 29 juin 1990.
La prééminence des États, ou de la langue d'État, est régulièrement mise en avant : « Aucune des dispositions de la présente Convention-cadre ne sera interprétée comme impliquant pour un individu un droit quelconque de se livrer à une activité ou d'accomplir un acte contraire aux principes fondamentaux du droit international et notamment à l'égalité souveraine, à l'intégrité territoriale et à l'indépendance politique des États. » (article 21) « 2. Dans les aires géographiques d'implantation substantielle ou traditionnelle des personnes appartenant à des minorités nationales, s'il existe une demande suffisante, les Parties s'efforceront d'assurer, dans la mesure du possible et dans le cadre de leur système éducatif, que les personnes appartenant à ces minorités aient la possibilité d'apprendre la langue minoritaire ou de recevoir un enseignement dans cette langue. 3. Le paragraphe 2 du présent article sera mis en œuvre sans préjudice de l'apprentissage de la langue officielle ou de l'enseignement dans cette langue. » (article 14)
La portée de certains articles est limitée par des expressions vagues comme « dans la mesure du possible » et « si nécessaire ».

## Signatures et ratifications
La quasi-totalité des États membres du Conseil de l'Europe (38 États sur 46) ont signé et ratifié cette convention-cadre. La Russie, qui a été exclue du Conseil de l'Europe le 15 mars 2022, s'est retirée de la convention-cadre.
Quatre États ne l'ont pas signée : Andorre, la France, Monaco et la Turquie. Quatre États l'ont signée mais pas encore ratifiée. Il s'agit de la Belgique, la Grèce, l'Islande et le Luxembourg.
Le Conseil économique et social des Nations unies a, en 2008, « suggéré » et « recommandé » à la France d'« envisager » la ratification de cette convention-cadre.
Le Kosovo, lui, est soumis à une procédure spécifique à la suite d'un accord entre la Mission d'administration intérimaire des Nations unies au Kosovo et le Conseil de l'Europe.
En 2011, dans le cadre de l'examen périodique universel du Conseil des droits de l'homme des Nations unies, la Russie a recommandé à la Belgique de ratifier cette convention. La Belgique a mis cette recommandation en suspens.